# Paul Janes
Paul Janes (Leverkusen, 10 de março de 1912 - 12 de junho de 1987) foi um futebolista alemão que competiu nas Copa do Mundo FIFA de 1934 e 1938.